# Анатомия
Анатомията (на гръцки: ἀνα – „обособявам“, „разделям“ и на гръцки: τέμνω – „разрязвам“, „разчленявам“) е общобиологична наука, дял от морфологията и тясно свързана с медицината. Тя изучава макроскопския (видимия с просто око) строеж на организмите. Общото понятие включва анатомия на човека, анатомия на животните (зоотомия) и анатомия на растенията (фитотомия). Анатомията има сходни черти с редица други науки като ембриология, сравнителна анатомия и филогенетика, с които дели общ произход.
В исторически план анатомията може да се характеризира като постоянен процес на развитие на познанието за функционирането на органите и системите в тялото. С течение на времето методите се развиват значително, като в началото техниките са включвали дисекция на трупове или вивисекция на животни, а през края на 20 и началото на 21 век се стига до развитие на индиректно наблюдение с ултразвукови изследвания (диагностична сонография), ядрено-магнитен резонанс и компютърна томография.
Анатомията е тясно свързана, но отделна дисциплина от патоанатомията, която изучава строежа на органите и системите поразени от определено заболяване.

## Дефиниция
Думата анатомия идва от гръцката дума ἀνατέμνω (anatemnō) – „разрязвам“, „разрязано“, от думите ἀνά (ana) – „нагоре“ и τέμνω (temnō) – „режа“. Науката се занимава със структурата на различни организми и с техните системи, тъкани и органи. Включва как изглеждат тези части, позицията, материалите, от които са направени, и техните връзки с други части.

## История на анатомията
Началото на анатомията като наука води още от началните етапи на развитие на човешкото общество. Още от палеолита праисторическите хора са имали известна представа за строежа на тялото и вътрешните му органи. Това се дължи на участието им при разрязването и преработването на убитото животно. В подкрепа на това твърдение са редицата рисунки, оставени по стените на пещерите, изображения по повърхността на камъните, фигури на животни и хора, направени от кости, глина или камък. Същите представят добре формата и движението на тялото на здравото, но и положението на раненото или умиращото животно. С одомашняването на животните през епохата на мезо- и неолита започват да се разширяват и анатомичните познания. Причината за това е, че животните стават постоянни спътници на човека.
През по-късните епохи анатомичните познания за животинското тяло са крайно елементарни. Религиозният култ и суеверието са били пречка за по-широкото разпространение сред населението на анатомичните наблюдения върху трупове и органи. Единствено жреците са се занимавали с анатомия, но техните знания са се разпростирали единствено върху жертвени животни. Редица развити древни цивилизации обаче са имали познанията и уменията да балсамират и съхраняват трупове на мъртъвци, както и редица свещени за тях животни.
Научното развитие на анатомията започва от времето на Древна Гърция. Алкмеон от Кротон пръв е сецирал животински трупове. Описал е сърцето и мозъка, който според него е органът на мисълта. Открива нервни ходове из тялото, описва развитието на зародиша в утробата. Демокрит и Хипократ първи предприемали анатомични изследвания на трупове на хора и заклани в кланица животни с цел да установят техния строеж. Аристотел проучва и класифицира над 500 вида животни и в резултат на това въвежда единния план в устройството на организмите. Той различавал добре нерви от сухожилия. Установил връзката между сърцето, аортата и излизащите от нея съдове. Изучил устройството на пилешкия зародиш, с което поставил началото на сравнителната анатомия и ембриология.
Следва т.нар. „Александрийски период“ в развитието на анатомията. Развива се около 3000 г. пр.н.е. и е свързан с развитието на точните науки, в т.ч. биологичните и медицинските, както и с придобиването на конкретни знания за природата. През този период най-популярни остават имената на учените Херофил и Еразистрат. Те проучват устройството на животинското и човешкото тяло. Описват белодробната артерия, клапите на сърцето, строежа на очната ябълка и дори изказали предположение за наличието на малки канали между артериалните и венозните съдове.
Развитието на анатомията в Древния Рим се свързва с името на известния през тази епоха лекар Гален. Той събрал всичко известно в областта на анатомията и медицината от предходните епохи. Със собствени наблюдения разширил в значителна степен анатомичните познания. Гален извършвал дисекции основно на животни поради факта, че аутопсията на човешки трупове била забранена. Сред най-ценните му открития са тези в областта на нервната система. Описва 7 чифта черепни и 30 чифта гръбначно-мозъчни нерви. Гален имал изключително голям авторитет. Той дори смятал себе си за непогрешим. Съчиненията му за устройството на човешкото и животинското тяло се запазват непоклатими в продължение на повече от хилядолетие.
Почти през цялото Средновековие поради религиозния фанатизъм и мистика подобно на голям брой науки и развитието на анатомията претърпява пълен застой и упадък. Съществувала е абсолютна забрана да се извършва дисекция на човешки трупове. Това спъвало всяко едно начинание да се провери това, което е оставено от Гален.
В Средния и Близкия изток обаче внесената от Византия наука и култура претърпява развитие. На арабски език били преведени много съчинения на учени от Древна Гърция и Рим. Това способства за съхранение на античното научно наследство. През това време най-известният представител на средновековното естествознание е арабският лекар Авицена. Той се отличавал с енциклопедични познания в областта на науката, включително и в анатомията. В „Канон на медицината“ авторът не само обобщава трудовете на учените преди него, но ги разширява със собствени изследвания и наблюдения.
Подем на анатомията настъпва в периода на Ренесанса. Голяма заслуга за това имат следните учени и открития:
- Леонардо да Винчи. Занимавал се е твърде много с анатомия на човека и животните. Направил е редица анатомични открития в областта на вътрешните органи, съдовете и нервната система.
- Андреас Везалий. Това е първият учен, който се занимава със системно изучаване на човешката анатомия. Издава труд от седем тома с името „De humani corporis fabrica“. В него Везалий поправя редица грешки на своите предшественици, включително и на Гален за наличието на отвори между лявата и дясната половина на сърцето.
- Карло Руини. Болонски сенатор, който издава първата анатомия на коня – „Anatomia del Cavallo“. Руини се смята за основател на анатомията на домашните животни.
- Габриеле Фалопио, Бартоломео Евстахи, Джероламо Фабриций, Констанцо Варолио. Видни ренесансови учени, които правят съществени открития в областта на анатомията. Много от откритията им са наречени на техните имена (виж Фалопиеви тръби, Евстахиева тръба, Фабрициева жлеза и Варолиев мост).
- Уилям Харви. Прави важно за анатомията и физиологията откритие – описва големият кръг на кръвообращението.
- През XVI – XVII век са извършени първите публични аутопсии на човешки трупове като за тази цел са създадени и първите анатомични театри.
- През XVII век е изобретен микроскопа. Благодарение на това се създават предпоставки за нов подем в изследването на анатомичните структури. Заслуги в това отношение имат Марчело Малпиги и Антони ван Льовенхук. Откритията им са предимно в областта на строежа на капилярните съдове, кожата и бъбреците.
- През XVIII – XIX век особен напредък отбелязва сравнителната анатомия (благодарение на Карл Линей и Жан-Батист Ламарк) и палеонтологията (Жорж Кювие), поставят се теоретичните основи на естествознанието (Чарлз Дарвин).
- През 1762 г. в Лион, Франция, е открит първият ветеринарен колеж. Ръководител на школата е Клод Буржела. Той е авторът на първите учебници по ветеринарна анатомия, като в тях на коня е отделено първостепенно място.

## Дялове на анатомията
- Остеология – изучава костите и връзките между тях (стави и сухожилия);
- Миология – изучава мускулите;
- Спланхнология – изучава вътрешните органи;
- Кардиология – изучава сърцето;
- Ангиология – изучава кръвоносните съдове и лимфната система;
- Неврология – изучава нервната система;
- Дерматология – изучава кожата и кожните образувания.